# George Agar-Ellis, I barone Dover
George James Welbore Agar-Ellis, I barone Dover (14 gennaio 1797 – 10 luglio 1833), è stato un politico e scrittore irlandese.

## Biografia
Era l'unico figlio di Henry Agar-Ellis, II visconte Clifden, e di sua moglie, lady Caroline Spencer, figlia di George Spencer, IV duca di Marlborough. Studiò presso la Westminster School e il Christ Church di Oxford. Fece parte della Society of Antiquaries e della Royal Society nel 1816.

## Carriera
Agar-Ellis fu membro del Parlamento per Heytesbury (1818-1820). In seguito rappresentò Seaford (1820-1826), Ludgershall (1826-1830) e Okehampton (1830-1831). Sostenne il movimento di George Canning nel 1822 e supportò sempre i principi liberali. Non ebbe grande interesse nella politica di partito, ma sostenne fortemente il sostegno statale per letteratura e belle arti.
Nel 1824 Agar-Ellis fu il principale promotore della concessione di £ 57.000 per l'acquisto della collezione di dipinti di John Julius Angerstein, che costituirono il nucleo della National Gallery. Nel novembre 1830 prestò giuramento del Privy Council e fu nominato Commissioner of Woods and Forests, ma fu costretto a dimettersi dopo due mesi per motivi di salute.
Nel giugno del 1831 fu nominato barone Dover. Fu presidente della Royal Society of Literature nel 1832, fiduciario del British Museum e della National Gallery e commissario dei registri pubblici.

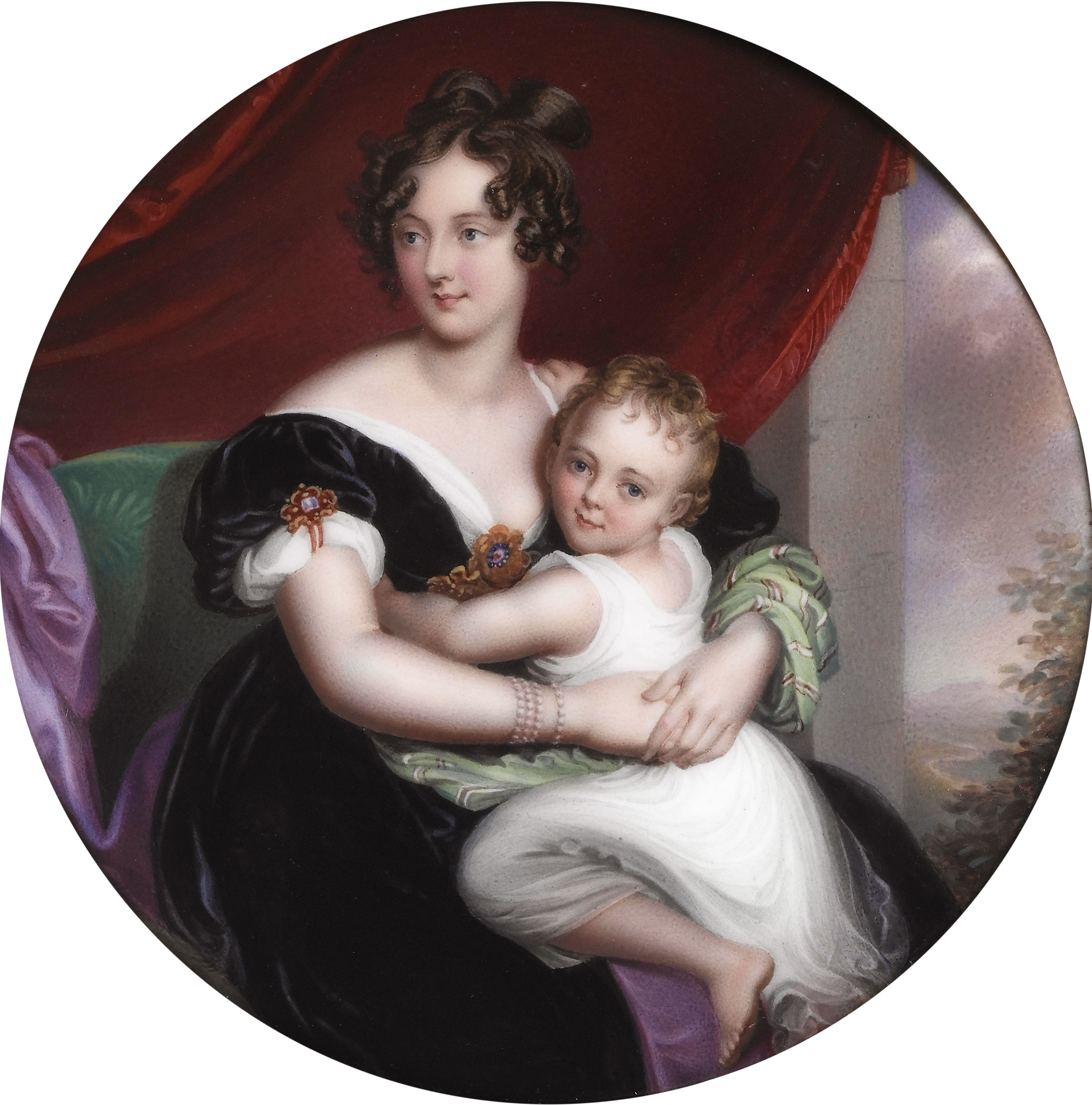
Ritratto di Lady Georgiana Howard, di Thomas Lawrence

## Matrimonio
Sposò, il 7 marzo 1822, lady Georgiana Howard (1804-1817 marzo 1860), figlia di George Howard, VI conte di Carlisle. Ebbero quattro figli:
- Diana Mary Blanche Georgiana Agar-Ellis (?-18 luglio 1890), sposò Edward Cook, non ebbero figli;
- Henry Agar-Ellis, III visconte Clifden (25 febbraio 1825-20 febbraio 1866);
- Lucia Caroline Elizabeth Agar-Ellis (9 gennaio 1827-22 gennaio 1895), sposò William Bagot, III barone Bagot, ebbero sette figli;
- Leopold Agar-Ellis, V visconte Clifden (13 maggio 1829-10 settembre 1899).

## Morte
Morì il 10 luglio 1833.

## Ascendenza
|                                        |                                          |                                          | Genitori                                   |  |  | Nonni |  |  | Bisnonni   |  |  | Trisnonni  |  |
|                                        |                                          |                                          |                                            |  |  |       |  |  | Henry Agar |  |  | James Agar |  |
|                                        |                                          |                                          |                                            |  |  |       |  |  | Henry Agar |  |  | James Agar |  |
|                                        |                                          | Mary Wemyss                              |                                            |  |  |       |  |  | Henry Agar |  |  |            |  |
| James Agar, I visconte Clifden         |                                          |                                          |                                            |  |  |       |  |  | Henry Agar |  |  |            |  |
|                                        |                                          | Anne Ellis                               | Welbore Ellis, vescovo di Meath e Kildare  |  |  |       |  |  |            |  |  |            |  |
|                                        |                                          | Anne Ellis                               | Welbore Ellis, vescovo di Meath e Kildare  |  |  |       |  |  |            |  |  |            |  |
|                                        |                                          | Anne Ellis                               | Diana Briscoe                              |  |  |       |  |  |            |  |  |            |  |
| Henry Agar-Ellis, II visconte Clifden  |                                          | Anne Ellis                               |                                            |  |  |       |  |  |            |  |  |            |  |
|                                        |                                          | John Martin                              | Samuel Martin                              |  |  |       |  |  |            |  |  |            |  |
|                                        |                                          | John Martin                              | Samuel Martin                              |  |  |       |  |  |            |  |  |            |  |
|                                        |                                          | John Martin                              | Mary Carney                                |  |  |       |  |  |            |  |  |            |  |
| Lucia Martin                           |                                          | John Martin                              |                                            |  |  |       |  |  |            |  |  |            |  |
|                                        |                                          | Martha Burwell                           | Lewis Burwell                              |  |  |       |  |  |            |  |  |            |  |
|                                        |                                          | Martha Burwell                           | Lewis Burwell                              |  |  |       |  |  |            |  |  |            |  |
|                                        |                                          | Martha Burwell                           | Martha Lear                                |  |  |       |  |  |            |  |  |            |  |
| George Agar-Ellis, I barone Dover      |                                          | Martha Burwell                           |                                            |  |  |       |  |  |            |  |  |            |  |
|                                        | Charles Spencer, III duca di Marlborough | Charles Spencer, III conte di Sunderland |                                            |  |  |       |  |  |            |  |  |            |  |
|                                        | Charles Spencer, III duca di Marlborough | Charles Spencer, III conte di Sunderland |                                            |  |  |       |  |  |            |  |  |            |  |
|                                        | Charles Spencer, III duca di Marlborough | Anne Churchill                           |                                            |  |  |       |  |  |            |  |  |            |  |
| George Spencer, IV duca di Marlborough | Charles Spencer, III duca di Marlborough |                                          |                                            |  |  |       |  |  |            |  |  |            |  |
|                                        |                                          | Elizabeth Trevor                         | Thomas Trevor, II barone Trevor di Bromham |  |  |       |  |  |            |  |  |            |  |
|                                        |                                          | Elizabeth Trevor                         | Thomas Trevor, II barone Trevor di Bromham |  |  |       |  |  |            |  |  |            |  |
|                                        |                                          | Elizabeth Trevor                         | Elizabeth Burrell                          |  |  |       |  |  |            |  |  |            |  |
| Caroline Spencer                       |                                          | Elizabeth Trevor                         |                                            |  |  |       |  |  |            |  |  |            |  |
|                                        |                                          | John Russell, IV duca di Bedford         | Wriothesley Russell, II duca di Bedford    |  |  |       |  |  |            |  |  |            |  |
|                                        |                                          | John Russell, IV duca di Bedford         | Wriothesley Russell, II duca di Bedford    |  |  |       |  |  |            |  |  |            |  |
|                                        |                                          | John Russell, IV duca di Bedford         | Elizabeth Howland                          |  |  |       |  |  |            |  |  |            |  |
| Caroline Russell                       |                                          | John Russell, IV duca di Bedford         |                                            |  |  |       |  |  |            |  |  |            |  |
|                                        |                                          | Gertrude Leveson-Gower                   | John Leveson-Gower, I conte Gower          |  |  |       |  |  |            |  |  |            |  |
|                                        |                                          | Gertrude Leveson-Gower                   | John Leveson-Gower, I conte Gower          |  |  |       |  |  |            |  |  |            |  |
|                                        |                                          | Gertrude Leveson-Gower                   | Evelyn Pierrepont                          |  |  |       |  |  |            |  |  |            |  |
|                                        |                                          | Gertrude Leveson-Gower                   |                                            |  |  |       |  |  |            |  |  |            |  |

## Opere
- The True History of the State Prisoner, Commonly Called the Iron Mask (1826)
- Inquiries respecting the Character of Clarendon (1827)
- Life of Frederick II (1831)